# Xã Peters, Quận Kingman, Kansas
Xã Peters (tiếng Anh: Peters Township) là một xã thuộc quận Kingman, tiểu bang Kansas, Hoa Kỳ. Năm 2010, dân số của xã này là 123 người.